# پیر لومتر
پی یر لومتر (فرانسوی: Pierre Lemaitre‎؛ زادهٔ ۱۹ آوریل ۱۹۵۱ در پاریس) یک نویسنده و فیلم‌نامه‌نویس اهل فرانسه است که در سطح بین‌المللی برای رمان‌های جنایی‌اش با شخصیت داستانی فرمانده کامی ورهوفن مشهور است.
رمان او با عنوان دیدار به قیامت (به فرانسوی: Au revoir là-haut) که در ۲۰۱۳ در پاریس به چاپ رسید، در همان سال برنده چند جایزه مهم از جمله جایزه گنکور شده‌است. در ایران، سه مترجم این اثر را پی در پی به فارسی برگردانده‌اند.
- دیدار به قیامت، ترجمهٔ مرتضی کلانتریان؛ تهران : نشر آگاه، ۱۳۹۴ (شابک 978-964-416-345-6).
- به امید دیدار در آن دنیا، ترجمهٔ پرویز شهدی؛ تهران: نشر به سخن، ۱۳۹۵ (شابک 978-600-7987-28-5)
- به امید دیدار در آن دنیا، ترجمهٔ مهستی بحرینی؛ تهران: انتشارات ماهی، ۱۳۹۶، (شابک 978-964-209-262-8)
- سه روز و یک زندگی، ترجمۀ محمد نجابتی؛ تهران: انتشارات قطره، ۱۳۹۷، (شابک 978-600-1199-83-7)